# Greinbach

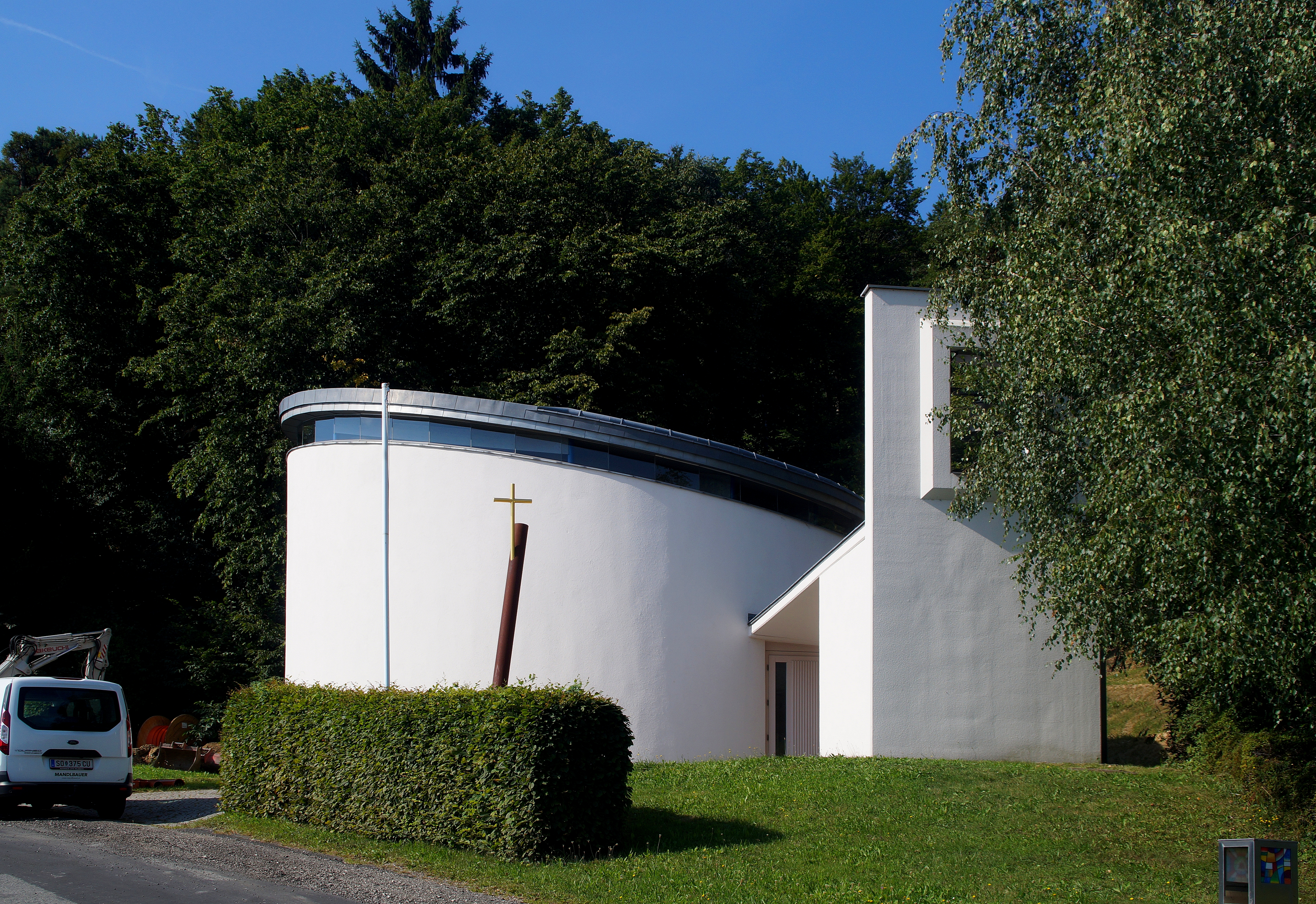
Penzendorf

Greinbach là một đô thị thuộc huyện Hartberg thuộc bang Steiermark, nước Áo. Đô thị Greinbach có diện tích 23,37 km², dân số thời điểm năm 2005 là 1842 người.